# Kuželov
Kuželov (en allemand : Kuzelau) est une commune du district de Hodonín, dans la région de Moravie-du-Sud, en République tchèque. Sa population s'élevait à 413 habitants en 2020.

## Géographie
Kuželov se trouve à 27 km à l'est de Hodonín, à 75 km au sud-est de Brno et à 259 km au sud-est de Prague.

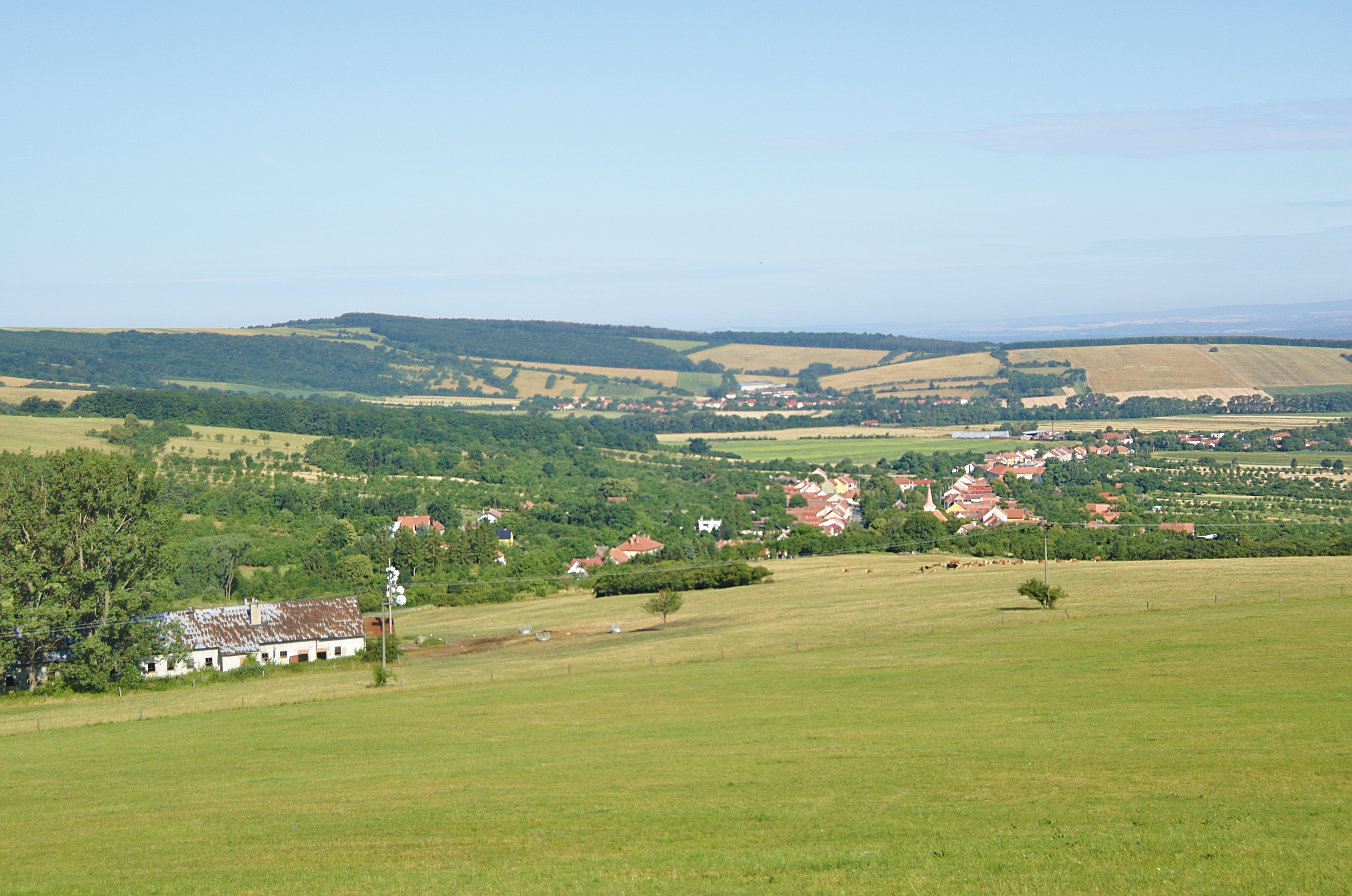
Panorama de Kuželov.

La commune est limitée par Hrubá Vrbka au nord-ouest et au nord, par Velká nad Veličkou et Javorník à l'est, et par la Slovaquie au sud et à l'ouest.

## Histoire
La première mention écrite du village date de 1406.